# عبد الله فكري الخاني
عبد الله فكري الخاني، (1922 - 7 كانون الأول 2020) قاضٍ سوري ورجل دولة لقب بشيخ الديبلوماسيين السوريين، تولى الأمانة العامة للرئاسة السورية في عهد الرئيس شكري القوتلي وشارك في مفاوضات الوحدة السورية المصرية سنة 1958. ثم عمل في وزارة الخارجية السورية، ثم أصبح أول وزير للسياحة عام 1972، كما تم انتخابه عضواً في محكمة العدل الدولية عام 1980.
شغل في آخر سنواته وحتى وفاته منصب كبير مجلس حكماء مؤسسة تاريخ دمشق. 

## البداية
كان والده إماماً للطريقة النقشبندية في سورية وقاضياً شرعياً تولى مناصب في جنين وحمص وقرية الزبداني في ريف دمشق. دَرس الخاني في مدرسة الفرير والتحق بالجامعة الأميركية في بيروت قبل أن يُكمل دراسته في جامعة دمشق، حيث نال شهادة بالحقوق. عمل في مطلع حياته في مكتب المحامي نعيم أنطاكي، أحد رموز الحركة الوطنية في سورية.

## العمل في رئاسة الجمهورية
طُلب من عبد الله الخاني الانتقال إلى القصر الجمهوري سنة 1948، نظراً لضلوعه باللغتين الفرنسية والإنكليزية، وكُلّف بمتابعة مباحثات الأمم المتحدة المتعلقة بقضية فلسطين ونقلها إلى رئيس الجمهورية شكري القوتلي. ولدت علاقة متينة بين الخاني والرئيس القوتلي، الذي صار يعتمد عليه كثيراً في إدارة شؤون القصر وتحديداً في الأمور المتعلقة بالمكتب الصحفي. بعد الإطاحة بحكم الرئيس القوتلي سنة 1949، تم إغلاق القصر لفترة وجيزة بأمر من قائد الانقلاب الأول، الزعيم حسني الزعيم، ثم عاد الخاني إلى عمله وسافر إلى فرنسا في عهد الرئيس أديب الشيشكلي لدراسة شؤون المراسم في النظام الجمهوري، ثم إلى بريطانيا لدراستها في النظام الملكي. وقد تدرج في المناصب الإدارية، ليصبح مديراً للبروتوكول ثم أميناً عاماً بالوكالة في عهد الرئيس هاشم الأتاسي، الذي أحب عبد الله الخاني كثيراً ووثق به نظراً لأمانته وصدقه وتفانيه بالعمل.
وعند إعادة انتخاب شكري القوتلي رئيساً للجمهورية، نظّم الخاني عملية انتقال السلطات بينه وبين الرئيس هاشم الأتاسي، وشارك في كافة اجتماعاته مع قادة ورؤساء العالم، منهم الرئيس المصري جمال عبد الناصر والهندي جواهرلال نهرو، والملك سعود بن عبد العزيز والملك حسين بن طلال، وداغ هامرشولد، أمين عام الأمم المتحدة. كما شارك الخاني في مفاوضات الوحدة السورية - المصرية سنة 1958، وعند قيام الجمهورية العربية المتحدة نُقل إلى ملاك وزارة الخارجية.

## في وزارة الخارجية
تعددت مناصب عبد الله الخاني الدبلوماسية، بين بروكسل ولندن وباريس، حيث عمل في منظمة اليونيسكو وتعرف على العديد من قادة دول العالم، مثل رئيسة وزراء الهند أنديرا غاندي والرئيس الفرنسي شارل ديغول واليوغوسلافي جوزيف تيتو. وقد انضم إلى وفد سورية الدائم في الأمم المتحدة خلال حرب عام 1967، وعُيّن أميناً عاماً لوزارة الخارجية سنة 1969. وبعد وصول حافظ الأسد إلى الحكم سنة 1971، أصبح معاوناً لوزير الخارجية السورية وشارك في مفاوضات الأسد مع الرئيس الأميركي ريتشارد نيكسون في دمشق سنة 1974 وجيمي كارتر في جينيف سنة 1977.

## الخاني وزيراً
طلب الرئيس حافظ الأسد من عبد الله الخاني تأسيس وزارة السياحة السورية، بعد أن كانت مديرية تابعة لوزارة الاقتصاد، وسُمّي أول وزير للسياحة في حكومة محمود الأيوبي يوم 23 كانون الأول 1972، وأسهم في تنشيط الحركة السياحية في سوريا، وإشادة العديد من المنشآت السياحية. وقد حافظ على منصبه في الحكومة حتى صيف عام 1976، وتخللت ولايته حرب تشرين عام 1973 وشهدت افتتاح فنادق الميريدان ووضع أساسات فندق الشيراتون ومحاولة فتح فندق هيلتون دمشق.

## في المحافل الدولية
انتخب عبد الله الخاني عضواً في محكمة العدل الدولية في كانون الثاني 1980 وفي الهيئة الدولية للتحكيم التابعة لـغرفة التجارة الدولية في باريس، ابتداء من عام 1990. كما تم انتخابه عضواً مستقلاً في مجلس التحكيم الدولي في مجال الرياضة، وكان حكماً في كل دورات الألعاب الأولمبية منها في مدينة أتلانتلا الأميركية سنة 1996. وفي عام 1993، أصبح عضواً في المركز الدولي للتحكيم التجاري في البحرين، وفي المحكمة الدستورية لاتحاد البوسنة والهرسك من عام 1993 وحتى 1999، كما شارك في تدريب الفريق المكلف وضع دستور لسراييفو، وأدى دوراً إيجابياً في أن تضع الحرب أوزارها. وكانت له مشاركة مهمة في مؤتمر الحوار الوطني في بداية الحرب الأهلية السورية.

## مؤلفات الخاني
بدأ عبد الله الخاني بوضع مذكراته وكتبه عن تاريخ سورية الحديث، وكان أولها كتاب عن حياة الرئيس شكري القوتلي بعنوان «جهاد شكري القوتلي» الذي صدر عن دار النفائس في بيروت سنة 2003. تلاه كتاب عن سنوات عمل الخاني في الأمانة العامة للرئاسة السورية بعنوان «سورية بين الديمقراطية الحكم الفردي» (بيروت 2004) وكتاب ثالث عن تجربته في وزارة السياحة بعنوان «ولادة السياحة في سورية» (بيروت 2008). أما عن سنواته في وزارة الخارجية، فقد نُشرت في كتاب بعنوان «مهمات سياسية ودبلوماسية» (2009) وجاء كتاب «المحكام الدولية والحضور السوري والعربي» الذي صدر في لبنان سنة 2009 وتحدث فيه عبد الله الخاني عن عمله في محكمة العدل الدولية. وفي سنة 2019، وضع الخاني مقدمة كتاب «عبد الناصر والتأميم ووقائع الانقلاب الاقتصادي في سورية» للكاتب السوري سامي مروان مبيّض، الصادر عن دار رياض الريّس في بيروت.

## وفاته
توفي عبد الله الخاني في دمشق يوم الاثنين الموافق 7 كانون الأول 2020.

وكان الخاني قد خصّ «جريدة الوطن» السورية بحوار مطوّل نشر على حلقات روى فيه سيرته وختمه بقوله عن دمشق:
لم يبق سوى القارة المتجمدة لم أزرها، وما من بلد أعظم من دمشق.